# Stolnica Ely
Stolnica v Elyju (tudi cerkev Svete in nedeljene Trojice) je glavna cerkev škofije Ely v Cambridgeshireu v Angliji in je sedež škofije in volilnega škofa, škofije Huntingdon. Znan je lokalni vzdevek Močvirska ladja (Ship of the Fens), zaradi njene posebne oblike in zvonikov, ki obvladujejo panoramo nizko ležečih mokrišč znanih kot Fens.
Stolnica izvira iz samostana, ki ga je v Elyju leta 672 ustanovila sv. Æthelthryth (imenovana tudi Etheldreda). Najzgodnejši deli sedanje stavbe segajo v leto 1083, status stolnice pa je dobila leta 1109. Do reformacije je bila stolnicaa posvečena sveti Etheldredi in svetemu Petru, takrat pa je bila preustanovljena v stolno cerkev Svete in nerazdeljene Trojice Elyjske. Je stolnica škofije Ely, ki pokriva večino Cambridgeshirea ter zahodni Norfolk, Essex in Bedfordshire. Je sedež škofa Elyja in sufraganskega škofa, škofa Huntingdona.
Arhitekturno je stolnica Ely izjemna tako zaradi obsega kot zaradi slogovnih podrobnosti. Ker so bili zgrajeni v monumentalnem romanskem slogu, so galilejsko verando, Marijino kapelo in kor prezidali v razkošnem gotskem decorated slogu. Njena najbolj opazna značilnost je osrednji osmerokotni stolp z lanterno zgoraj, ki zagotavlja edinstven notranji prostor in skupaj z Zahodnim stolpom dominira okoliški pokrajini.
Stolnicaa je pomembna turistična destinacija, ki jo vsako leto obišče okoli 250.000 obiskovalcev in vzdržuje dnevni vzorec jutranjih in večernih bogoslužij.

## Verska skupnost
Ely je bil pomembno središče bogoslužja od 7 stoletja dalje. Večino tega, kar je znanega o njegovi zgodovini pred osvojitvijo Normanov prihaja iz Bedejeve Historia ecclesiastica Gentis Anglorum  napisana zgodaj v 8. stoletju, in iz Liber Eliensis , anonimnega pisca kronike, napisane v Elyju v 12. stoletju. Po teh virih je prvo krščansko skupnost ustanovila sv. Æthelthryth (romanizirano "Etheldreda"), hčerka anglo-saškega kralja Anna, ki se je rodil v Exningu v bližini Newmarkta.  Zemljišče v Elyu je dobila od svojega prvega moža Tondberhta, ki ga je Beda opisal kot "princa" v Južnem Gyrwasu. Po koncu svojega drugega zakona s Ecgfrithom, princem Northumbrije, je v letu 673 ustanovila in vodila kot opatinja dvojni samostan, za moške in za ženske. Ko je umrla, je bilo v njen spomin zgrajeno svetišče. Ta samostan je bil uničen okoli leta 870 v letu danskih vpadov. Cerkev ni preživela do njene obnove v 10. stoletju.  Zgodovina verske skupnosti v tem obdobju ni jasna, vendar pripovedi o obnovi v desetem stoletju kažejo, da so jo ustanovili posvetni duhovniki.
V okviru oživitve angleške cerkve pod Dunstanom, Canterburyjskem nadškofom in Aethelwoldom, škofom Winchesterja, je bil nov benediktinski samostan za moške s sedežem v Elyju ustanovljen leta 970. Bil je eden od valov refundiranja samostanov, ki je zajela še Peterborough in Ramsey.  Ely je postal eden od vodilnih benediktinskih hiš v pozni anglosaški Angliji. Po normanskem osvajanju Anglije leta 1066 se je opatija povezala z lokalnimi uporniki, ki jih vodil Hereward Wake. Nova ureditev je določala nadzor nad območjem, po smrti opata Thurstana, in Normani so za naslednika postavili Theodwina. Leta 1109 Ely doseže status stolnice z imenovanjem Hervey Le Bretona kot škofa nove škofije, ki je bila izvzeta iz velike škofije Lincoln. To je pomenilo delitev samostanskega premoženja med škofije in samostane, katerega številčnost se je zmanjšala iz 70 na 40 menihov. Spremenil se je tudi status, namesto škofa je dobil opata.
Leta 1539, v času razpustitve samostanov, je ta predan komisarju Henrika VIII.  Stolnica je bila obnovljena s kraljevo listino iz leta 1541 s prejšnjim opatom Robertom Stewardom kot dekanom in z večino nekdanjih menihov in manjših kanonikov, ki so jih dopolnili Matthew Parker, kasnejši nadškof Canterburyja in Richard Cox, kasnejši škof Elya. S kratko prekinitvijo 1649-1660 v času Commonwealtha, ko so bile ukinjene vse stolnice, se je ta temelj nadaljeval v svojih bistvenih elementih do enaindvajsetega stoletja, z zmanjšanim številom stalnih kanonikov zdaj dopolnjenih s številnimi laiki imenovanimi s cerkvenim odlokom iz leta 1999.
Kot pri nekaterih drugih stolnicah se dnevni vzorec čaščenja v Ely močno opira na benediktinsko tradicijo. Ob razpadu je bilo ukinjeno čaščenje svete Etheldred, njen oltar je bil uničen in njen patronat in patronat svetega Petra je zamenjal sedanji Sveta in nedeljena Trojica. Od leta 1873 je bila oživljena praksa počastitve njenega spomina in z letnim festivalom se praznuje spomin na dogodke v njenem življenju in selitev njenih ostankov v novo svetišče

## Anglosaški samostan
Samostan Ely je leta 672 ustanovila Æthelthryth (sv. Eteldreda), hči Anne, kralja Vzhodne Anglije. Bila je mešana skupnost moških in žensk. Poznejša poročila kažejo, da so bile njene tri naslednice opatinje tudi članice kraljeve družine Vzhodne Anglije. V poznejših stoletjih so plenitve vikinških napadov morda povzročile njegovo uničenje ali vsaj izgubo vseh zapisov. Možno je, da so nekateri menihi zagotovili kontinuiteto vse do njegove ponovne ustanovitve leta 970 pod benediktinskim pravilom. Natančna lokacija prvotnega samostana Æthelthryth ni znana. Prisotnost relikvij, podkrepljena z naraščajočim obsegom literature o njenem življenju in čudežih, je bila glavna gonilna sila pri uspehu ponovno ustanovljenega samostana. Cerkvena stavba iz leta 970 je bila znotraj ali blizu ladje sedanje stavbe in je bila postopoma porušena od leta 1102 skupaj z gradnjo normanske cerkve. Tudi nejasna Ermenilda iz Elyja je postala opatinja nekje po smrti njenega moža Wulfhereja iz Mercie leta 675.

## Današnja cerkev
Stolnicaa je zgrajena iz kamna, pridobljenega iz kamnoloma Barnack v Northamptonshiru (kupljen od samostana Peterborough, katerega zemljišča so vključevala kamnolome, za 8000 jegulj na leto), z okrasnimi elementi, izklesanimi iz marmorja Purbeck, in lokalnim clunch (tradicionalni gradbeni material iz kredaste apnenčaste kamnine). Stavba je v tlorisu latinski križ, z dodatnim transeptom na zahodnem koncu. Skupna dolžina je 164 metrov, in več kot 75 m dolga ladja ostaja ena najdaljših v Veliki Britaniji. Zahodni stolp je visok 66 m. Edinstveni osmerokotni 'Stolp luči' je širok 23 m in visok 52 m. V notranjosti, od tal do osrednjega strešnega dela, je lanterna visoka 43 m. Stolnicaa je lokalno znana kot ladja Fens, zaradi svoje vidne lege nad okoliško ravno pokrajino.

### Cerkev normanskega samostana
S 400-letno prednormansko zgodovino in ponovno ustanovitvijo leta 970 je Ely v naslednjih sto letih postal eden najuspešnejših benediktinskih samostanov v Angliji s slavnim svetnikom, zakladi, knjižnico, knjižno produkcijo najvišjega reda in zemljišč, ki jih je presegel le Glastonbury. Vendar je bila uvedba normanske vladavine še posebej problematična v Elyju. Na novo prispeli Normani, kot je Picot iz Cambridgea, so se polastili samostanskih zemljišč, francoski menihi so si prilastili hčerinske samostane, kot je Eynesbury, vmešavanje škofa Lincolna pa je spodkopavalo njihov status. Vse to se je še poslabšalo, ko je leta 1071 Ely postal žarišče angleškega odpora prek ljudi, kot je Hereward the Wake, kar je doseglo vrhunec v obleganju Elyja, za kar je samostan utrpel znatne denarne kazni.
Pod Normani je bila od leta 1070 naprej obnovljena skoraj vsaka angleška stolnica in večji samostan. Če je želel Ely ohraniti svoj status, je moral začeti lastna gradbena dela, naloga pa je padla na opata Simeona. Bil je brat Walkelina, takratnega winchesterskega škofa, in je bil sam prior v winchestrski stolnici, ko se je leta 1079 tam začela obnova. Leta 1083, leto po Simeonovem imenovanju za opata v Elyju, in ko je bil star 90 let so se začela gradbena dela. Leta od osvojitve so bila za samostan turbulentna, a malo verjetna oseba ostarelega normanskega tujca se je dejansko postavila na stran elyjskih menihov, obrnila upad bogastva samostana in našla sredstva, upravno zmogljivost, identiteto in namen za začetek mogočna novogradnja.
Zasnova je imela veliko podobnosti z Winchestrom, križni tloris z osrednjim stolpom nad križiščem, transepti z ladjami, trinadstropni dvig in polkrožno apsido na vzhodnem koncu. To je bila takrat ena največjih gradenj severno od Alp. Prva faza gradnje je zajemala vzhodni krak cerkve ter severni in južni transept. Vendar pa bistven prelom v načinu zidanja kaže na to, da je zaradi še vedno nedokončanih transeptov prišlo do nenačrtovane zaustavitve gradnje, ki je trajala več let. Ko je leta 1093 umrl opat Simeon, se zdi, da je podaljšano medvladje povzročilo prenehanje vseh del. Morda je bila kriva uprava Ranulfa Flambarda. Nezakonito je pustil nezasedena različna delovna mesta, vključno s položajem opata Elyja, da si je lahko prilastil dohodek. Leta 1099 je bil imenovan za škofa Durhama, leta 1100 je bil opat Richard imenovan za Ely in gradbena dela so se nadaljevala. Opat Richard je bil tisti, ki je uveljavil Elyjevo neodvisnost od škofije Lincoln in zahteval, da postane samostojna škofija, s samostansko cerkvijo kot stolnico. Čeprav je opat Richard umrl leta 1107, je njegovemu nasledniku Herveyju le Bretonu to uspelo in leta 1109 postal prvi škof Elyja. To obdobje na začetku 12. stoletja je bilo, ko je Ely ponovno potrdil svojo povezavo s svojo anglosaško preteklostjo. Boj za neodvisnost je sovpadal z obdobjem, ko je ponovna gradbena dela zahtevala odstranitev svetišč iz stare stavbe in prestavitev relikvij v novo cerkev. Zdi se, da je to omogočilo, sredi normansko-francoske hierarhije, nepričakovano navdušen razvoj kulta teh prednormanskih svetnikov in dobrotnikov.
Normanski vzhodni konec in celotno osrednje območje križišča sta zdaj popolnoma izginila, vendar je arhitektura transeptov preživela v skoraj popolnem stanju, da daje dober vtis o tem, kako bi izgledalo. Masivne stene, prebodene z romanskimi loki, bi tvorile ladje, ki tečejo okoli vseh strani kora in transeptov. Iz arkadnih ladij se dvigajo trije nivoji lokov. Galerije s sprehajalnimi potmi bi lahko služile liturgični procesiji, nad tem pa je svetilnica s prehodom v širini obzidja.
Gradnja ladje je potekala od okoli leta 1115, strešni les iz leta 1120 pa nakazuje, da je bil do takrat postavljen vsaj vzhodni del strehe ladje. Velika dolžina ladje je zahtevala, da so se je lotili v fazah in po dokončanju štirih travej, ki so zadostovale za varno oporo prečnega stolpa in transeptov, je bila načrtovana prekinitev gradnje. Do leta 1140 je bila ladja dokončana skupaj z zahodnimi transepti in zahodnim stolpom do nivoja triforija v dokaj preprostem zgodnjeromanskem slogu prejšnjega dela. Nastopil je nov premor, ki je trajal več kot 30 let, in ko se je nadaljeval, je novi zidar našel načine za integracijo prejšnjih arhitekturnih elementov z novimi idejami in bogatejšimi dekoracijami zgodnje gotike.

### Zahodni stolp
Napol zgrajeni zahodni stolp in zgornji deli obeh zahodnih transeptov so bili dokončani pod škofom Geoffreyjem Ridelom (1174–1189), da bi ustvarili bujno zahodno pročelje, bogato okrašeno s sekajočimi se loki in zapletenimi profili. Nove arhitekturne podrobnosti so bile sistematično uporabljene za višja nadstropja stolpa in transeptov. Vrste trolistnih glav in uporaba koničastih namesto polkrožnih lokov povzročijo zahodno sprednjo stran z visoko stopnjo urejene enotnosti.
Prvotno je imela zahodna fronta transepte, ki so potekali simetrično na obeh straneh zahodnega stolpa. Detajli kamnitih del na stolpu kažejo, da je bil osmerokotni stolp del prvotne zasnove, čeprav je bil sedanji zahodni osmerokotni stolp postavljen leta 1400. V vseh fazah njegove gradnje so bili opravljeni številni poskusi, da bi odpravili težave zaradi posedanja na območjih mehkih tal na zahodni del stolnice. V letih 1405–1407 so za obvladovanje dodatne teže osmerokotnega stolpa na zahodnem križišču dodali štiri nove loke, da bi okrepili stolp. Dodatna teža teh del je morda še povečala težavo, saj se je ob koncu 15. stoletja severozahodni transept zrušil. Zgrajena je bila velika nagnjena gmota zidakov, ki je podprla preostale zidove, ki so ostali v odlomljenem stanju na severni strani stolpa.

### Galilejska veranda
Galilejska veranda je zdaj glavni vhod v stolnico za obiskovalce. Njene prvotne liturgične funkcije niso jasne, toda lega na zahodnem koncu je pomenila, da je bila morda uporabljena kot kapela za spokornike,  kraj, kjer so se lahko zbirale liturgične procesije, ali nekje, kjer so menihi lahko imeli poslovne sestanke z ženskami, ki jim ni bilo dovoljeno vstopiti v samostan. Ima tudi strukturno vlogo pri podpori zahodnega stolpa. Zid se razteza čez dve nadstropji, vendar je zgornje nadstropje brez strehe, saj so jo odstranili v začetku 19. stoletja. Negotova je tudi njena datacija gradnje. Zapisi kažejo, da jo je dal zgraditi škof Evstahij (1197–1215) in je opazen primer zgodnjega angleškega gotskega sloga. Toda obstajajo dvomi o tem, kako zgodaj, zlasti ker se je Evstahij leta 1208 zatekel v Francijo in naslednja 3 leta ni imel dostopa do svojih sredstev. George Gilbert Scott je trdil, da se podrobnosti njegovega okrasja, zlasti 'sinkopirani loki' in uporaba stebrov iz marmorja Purbeck, primerjajo s korom svetega Hugha, stolnico v Lincolnu in zahodno verando v St Albansu, ki sta bila pred Evstahijem, medtem ko rezbarije na listju in drugi detajli ponujajo datum po letu 1220, kar nakazuje, da bi lahko šlo za projekt, ki ga je prevzel ali predelal škof Hugh iz Northwolda.

### Prezbiterij in vzhodni del
Prvo večjo predelavo elementa normanske stavbe je izvedel Hugh iz Northwolda (škof 1229–54). Vzhodni krak so bile le štiri traveje, ki so potekale od kora (takrat na samem križišču) do velikega oltarja in svetišča Etheldrede. Leta 1234 je Northwold proti vzhodu začel dograjevati šest nadaljnjih travej, ki so bile zgrajene v 17 letih, v bogato okrašenem slogu z obsežno uporabo marmornih stebrov Purbeck in rezbarij. Zgrajena je bila z uporabo istih dimenzij obočne pole, debeline sten in nadmorske višine kot normanski deli ladje, vendar v zgodnjeangleškem gotskem slogu, zaradi česar je »najbolj prefinjena in bogato okrašena angleška stavba svojega obdobja«. Ostanke svete Etheldrede so prenesli v novo svetišče neposredno vzhodno od velikega oltarja znotraj nove stavbe in ob zaključku teh del leta 1252 je bila stolnicaa ponovno posvečena v navzočnosti kralja Henrika III. in princa Edvarda. Poleg močno razširjenega prezbiterija je nov vzhodni del še bolj povečal pomen svetišča sv. Etheldrede. Ohranjeni fragmenti podstavka svetišča kažejo, da je bil njegov okras podoben notranjim stenam galilejske verande. Relikvije svetnikov Wihtburha, Seaxburha (sester sv. Etheldrede) in Ermenilde (hčere sv. Seaxburha Elyjskega) bi prav tako sprejeli, nova stavba pa je zagotovila veliko več prostora za romarje, da bi obiskali svetišča, prek vrat v severnem transeptu. Prezbiterij je bil kasneje uporabljen za pokope in obeležja več kot 100 posameznikov, povezanih z opatijo in katedralo.

### Marijina kapela
- Marijina kapela
- Devica Marija (2000) v kapeli Lady, David Wynne (1926–2014)
- Brezglavi kip v gosposki kapeli, vandaliziran v angleški reformaciji; primer ikonoklazma
- Oltar Marijine kapele

Leta 1321 se je pod vodstvom mežnarja Alana iz Walsinghama začelo delo na veliki prostostoječi kapeli Marijina kapela, ki je s pokrito potjo povezana s severno ladjo kora. Kapela je dolga 30 m in široka 14 m in je bila v naslednjih 30 letih zgrajena v razkošnem decorated gotskem slogu. Za glavno cerkev iz leta 1322 so bili nepričakovano potrebni zidarji in finance, kar je moralo upočasniti napredek kapele. Severna in južna stena imata po pet travej, ki obsegajo velika okna s krogovičjem, ločena s stebri, od katerih ima vsak osem znatnih niš in nadstreškov, ki so nekoč vsebovali kipe.
Pod okensko linijo in okrog treh strani kapele poteka arkada bogato okrašenih 'kimajočih ogejev' s stebri iz marmorja Purbeck, ki ustvarjajo izbočene sedežne garniture. Obstajajo trije loki na obočno polo in večji za vsak glavni steber, vsak s štrlečim koničastim lokom, ki pokriva razdelilni steber, na vrhu katerega je kip škofa ali kralja. Nad vsakim lokom je par vretenc z izrezljanimi prizori, ki ustvarjajo cikel 93 izrezljanih reliefnih skulptur življenja in čudežev Device Marije. Vse rezbarije in skulpture so bile poslikane. Vsa okenska stekla so bila svetlo obarvana z velikimi shemami morda svetopisemskih pripovedi, od katerih se je ohranilo nekaj majhnih delov. Ob reformaciji je ukaz o odstranitvi podob iz stolnice zelo temeljito izvršil škof Thomas Goodrich. Večjih kipov ni več. Reliefni prizori so bili vgrajeni v steno, tako da je bil vsak obraz ali kip posebej odsekan, vendar je ostalo veliko fino izrezljanih detajlov in številne uganke glede tega, kaj izvirni prizori prikazujejo. Po reformaciji je bila prerazporejena kot župnijska cerkev (Sv. Trojice) za mesto, kar se je nadaljevalo do leta 1938.
Leta 2000 je bil kip Device Marije Davida Wynna v naravni velikosti nameščen nad oltarjem Marijine kapele. Domačini so kip kritizirali, dekan stolnice pa je dejal, da je bil preplavljen s pismi pritožb.

### Osmerokotnik
Osrednji osmerokotni stolp s svojim obsežnim notranjim odprtim prostorom ter vrhovi in lanterno zgoraj tvori najbolj značilno in slavno značilnost stolnice. Vendar pa je tisto, kar Pevsner opisuje kot Elyjev 'največji individualni dosežek arhitekturnega genija', nastalo zaradi katastrofe v središču stolnice. V noči z 12. na 13. februar 1322 se je porušil normanski osrednji križni stolp, verjetno zaradi kopanja temeljev za Marijino kapelo. Dela na kapeli so bila prekinjena, ker se je pozornost preusmerila na reševanje te katastrofe. Namesto da bi ga nadomestil z novim stolpom na istem tlorisu, so križišče povečali v osmerokotnik, pri čemer so odstranili vse štiri prvotne stebre stolpa in absorbirali sosednje traveje ladje, kora in transeptov, da bi določili odprto območje, veliko večje od kvadratne osnove prvotnega stolpa. Gradnjo te edinstvene in značilne značilnosti je nadzoroval Alan iz Walsinghama. Obseg njegovega vpliva na oblikovanje je še vedno predmet razprave, prav tako razlogi za tako radikalen korak. Nezaupanje v mehka tla pod porušenimi stebri stolpa je morda glavni dejavnik, ki je vso težo novega stolpa premaknil dlje ven.
Velik kamniti osmerokotni stolp s svojimi osmimi notranjimi loki vodi do lesenih obokov, za katere se zdi, da dovoljujejo veliki zastekljeni leseni luči, da se uravnotežijo na njihovih vitkih opornikih. Streho in lanterno dejansko drži zapletena lesena konstrukcija nad obokom, ki je danes ni mogoče zgraditi na ta način, ker ni dovolj velikih dreves. Osrednja lanterna, prav tako osmerokotne oblike, vendar s koti zamaknjenimi od velikega osmerokota, ima plošče s slikami glasbenih angelov, ki jih je mogoče odpreti z dostopom iz strešnega prostora osmerokota, tako da lahko pravi zboristi pojejo od zgoraj. Več lesenih obokov tvori streho lanterne. V središču je lesena izboklina, izrezljana iz enega samega kosa hrasta, ki prikazuje Kristusa v veličastju. Dovršeno mizarstvo in les je ustvaril William Hurley, mizarski mojster v kraljevi službi.
Ni jasno, kakšna škoda je bila povzročena na normanskem koru zaradi padca stolpa, vendar so bili tri preostale traveje rekonstruirane pod škofom Johnom Hothamom (1316–1337) v bogato okrašenem slogu s krogovičji. Strukturni dokazi kažejo, da je bilo to delo preoblikovanje in ne popolna obnova. Pod osmerokotnik so postavili nove kore z izrezljanimi mizerikordami in baldahinom, v podobnem položaju kot njihovi predhodniki. Dela so se nadaljevala na Marijini kapeli in dve najzahodnejši traveji Northwoldovega prezbiterija so prilagodili tako, da so odkrili triforije, da bi izboljšali osvetlitev Etheldredinega svetišča. Približno v istem času so preostala suličasta okna ladij in triforijev prezbiterija postopoma nadomestila široka okna s krogovičjem. V istem obdobju so potekala obsežna dela na samostanskih stavbah, vključno z gradnjo elegantne kapele Priorja Craudna.

### Kasnejša zgodovina stavbe
Po razpustitvi so bili uničeni skoraj vsi vitraji in velik del skulptur v stolnici; v kapeli so bili odstranjeni prosto stoječi kipi, druge izrezljane figure pa obglavljene. Vse to verjetno na pobudo reformista škofa Thomasa Goodricha (1534-1554), ki je naročal upravniku cerkve v škofiji uničevanje slik. Nekateri komentatorji menijo, da je pomembno uničevanje prišlo v času državljanske vojne in Commonwealtha, vendar večina dokazov kaže, da je bila večina uničena že prej. V 1690-tih je bila postavljena številna zelo majhna baročna oprema in nameščen orgelski del na romanski pulpit (kamnit zaslon, ki deli ladjo od liturgičnega kora) z angeli s trobentami in drugimi okraski. Leta 1699 je propadel severozahodni vogal severne prečne ladje, zato je bila izvedena obsežna obnova, ki natančno posnema izvirno srednjeveško delo (zelo zgodnji primer takšne prakse). Dela so obsegala vstavitev finih klasičnih vhodnih vrat na severni fasadi. Ime sir Christopher Wren je včasih povezano s tem delom. V resnici je bilo to delo Roberta Grumbolda, ki je delal z Wrenom na knjižnici koledža Trinity v Cambridgeu nekaj let prej. Wrenov stric Matthew Wren je bil škof 1638-1667 in sir Christopher je bil seznanjen s stolnico, vendar je iz ohranjene dokumentacije razvidno, da je bil osebno vpleten le v obsegu, ko je bil med številnimi ljudmi, s katerimi je dekan (John Lambe 1693-1708), med obiskom v Londonu razpravljal o predlaganih delih.
Do sredine 18. stoletja so nastali številni konstrukcijski problemi. Arhitekt James Essex je izvedel pomembna dela med 1757 in 1770, vključno s popravili in spremembami v strukturi lesa v osmerokotniku, prenovi zunanjosti luči v "gotskem" slogu, ponovno prekril celoten vzhodni krak in vzravnal vzhodno čelo, ki se je nagibalo navzven. Prav tako je ponovno predelal notranjost, odstranil romanski pulpit in premaknil liturgični kor na vzhodni rob, z novo "gotsko" korno pregrado dve polji vzhodno od osmerokotnika, nad katerim so v 1690-tih postavili orgle. Essex in nadzornik kanonik James Bentham sta bila človeka močnih starinskih nazorov in obnova kot celota je bila relativno simpatična po standardih obdobja.
Naslednja velika obnova se je začela v letu 1840 in za velik del nadzora je odgovornost prevzel dekan George Peacock (1839-1858). Leta 1845 je arhitekt George Basevi padel v smrt v zahodnem stolpu, vendar se zdi, da je bil za to kriv sam. George Gilbert Scott je bil odgovoren za več pomembnih del leta 1847, vendar ni videti, da bi obnovil celotno stavbo. To je bila njegova prva stolnica. Vrnil je osmerokotno luč, ki je stala že pred Essexovo obnovo in je resnično podobna izvirniku. Spet je ponovno izdelal kor, podoben tistemu iz štirinajstega stoletja in glavni oltar dve odprtini proti zahodu, ustvaril izrezljane lesene zaslone na vhodu v kor iz osmerokotnika in namestil bogato izrezljane in okrašene alabastrne pregrade. Različna nova oprema je zamenjala baročne elemente iz 1690-tih. V istem obdobju je William Wailes izdelal več vitražev in druge dal v okna osmerokotnika, transepta in v vzhodni krak. Les je bil nameščen na strop v ladji, poslikani prizori iz Stare in Nove zaveze, najprej je začel Henry Le Strange in po njegovi smrti leta 1862, jih je zaključil Thomas Gambier Parry, ki je prebarval tudi notranjost osmerokotnika.
Nadaljnji obsežen program konstrukcijskih obnovitvenih del je potekal med letoma 1986 in 2000 v času dekana Williama Pattersona (1984-1990) in Michaela Higginsa (1991-2003), ki jih je vodilo več odgovornih vodij: najprej Peter Miller, od leta 1994 Jane Kennedy. V letu 2000 je bila zgrajena procesijska pot, neposredno povezava med severnim korom in Marijino kapelo.

## Glasba

### Orgle
Detajl orgel iz National Pipe Organ Register

### Organist
Opazna organista v stolnici Ely sta bila skladatelja Basil Harwood and Arthur Wills.

## Muzej vitražev
Južni triforij je sedež Glass Museum Stained, zbirke vitražev od 13. stoletja do danes, ki je nacionalnega pomena in obsega dela pomembnih sodobnih umetnikov, tudi Ervina Bossanyia.

## V popularni kulturi
- Stolnicaa je bila predmet akvarela J. M. W. Turnerja okoli leta 1796
- Stolnica se kaže na obzorju na fotografiji albuma The Division Bell, Pink Floyd iz leta 1994.
- Številni zborovski korali Johna Rutterja so bili snemani v stolnici, zgodnji posnetki pa v  Lady chapel.
- Direktno se na stolnico sklicuje Philippa Pearce v otroški knjigi Tom's Midnight Garden. Celovečerni film z istim naslovom je izšel leta 1999.
- Del filma Elizabeta: The Golden Age je bila posneta v stolnici.
- Snemanje The Other Boleyn Girl se je odvijalo v stolnici augusta 2007.
- Del novele Marcusa Sedgwicka, Floodland poteka v stolnici.
- Neposredno se sklicuje na stolnico Jill Dawson v noveli Watch Me Disappear.
- Teden dni v novembru 2009 je potekalo snemanje filma The King's Speech namesto v Westminstrski opatiji.
- V aprilu 2013 je Mila Kunis snemala film Jupiter Ascending.
- Film Macbeth je uporabljal stolnico od februarja do marca 2014.
- Leta 2016 je bila stolnicaa znova zamenjana za Westminstrsko opatijo v izvirni Netflixovi seriji The Crown.
- Snemanje filma Maestro iz leta 2023 je potekalo v stolnici med 20. in 22. oktobrom 2022.[37]